# Andrey Santos
Andrey Nascimento dos Santos (ur. 3 maja 2004 w Rio de Janeiro) – brazylisjki piłkarz występujący na pozycji środkowego lub defensywnego pomocnika w angielskim klubie Chelsea oraz w reprezentacji Brazylii. Wychowanek Vasco da Gama.